# Газиантеп (вилает)
Газиантеп (на турски: Gaziantep) е вилает в Централно-южна Турция. Административен център на вилаета е едноименният град Газиантеп.
Вилает Газиантеп е с население от 1 426 816 жители (оценка от 2006 г.) и обща площ от 6000 кв. км. Разделен е на 9 общини.

## Население
Численост на населението според преброяванията през годините:
| Година | Численост |
| 1990   | 1 010 396 |
| 2000   | 1 285 249 |
| 2011   | 1 739 569 |